# Nattarasankottai
Nattarasankottai (o Nattarasankotal) è una suddivisione dell'India, classificata come town panchayat, di 5.887 abitanti, situata nel distretto di Sivaganga, nello stato federato del Tamil Nadu. In base al numero di abitanti la città rientra nella classe V (da 5.000 a 9.999 persone).

## Geografia fisica
La città è situata a 9° 52' 0 N e 78° 34' 0 E e ha un'altitudine di 74 m s.l.m..

## Società

### Evoluzione demografica
Al censimento del 2001 la popolazione di Nattarasankottai assommava a 5.887 persone, delle quali 2.831 maschi e 3.056 femmine. I bambini di età inferiore o uguale ai sei anni assommavano a 627, dei quali 335 maschi e 292 femmine. Infine, coloro che erano in grado di saper almeno leggere e scrivere erano 4.248, dei quali 2.245 maschi e 2.003 femmine.